# Mines d'Arditurri
Les mines d'Arditurri sont un ancien complexe minier situé dans le massif des Trois couronnes ou d'Aiako Harria, à Oiartzun, dans la province basque du Guipuscoa, en Espagne. Le site a commencé à se développer avant l'arrivée de l'Empire romain et est resté actif, de forme quasi-ininterrompue, jusqu'en 1984, lorsque la dernière entreprise concessionnaire, la Compagnie royale asturienne des Mines, a cessé l'activité. Des mines sortaient de l'argent, du fer, du plomb, zinc, fluorine. En 2004, le site a été intégré au Parc naturel de Aiako Harria et ouvert au public après l'aménagement de 800 mètres de galerie.
L'exploitation minière est particulièrement remarquable lors de sa période sous l'Empire romain. En effet, les Romains y avaient mis en place le cuniculus, un aqueduc souterrain qui permettaient de drainer l'eau des galeries. Les mines faisaient partie de la zone d'influence d'Oiasso, une cité romaine où se situe aujourd'hui la ville d'Irun. La ville jouissait d'une grande importance puisqu'elle était traversée par la voie romaine Bordeaux-Astorga et disposait d'un port important, d'où sortaient les minerais. Après l'abandon portuaire d'Oiasso, les minerais furent acheminés à travers le port de Pasaia, grâce à une voie ferrée spécialement construite pour l'occasion.
Le site fait partie du complexe granitique du massif des Trois couronnes, riche en minerais et en exploitations minières romaines. Les archéologues ont retrouvé de nombreux outils, galeries de prospection, transite et exploitation, des cheminées, des puits. 44 unités minières de l'époque romaine ont été cataloguées sur le seul territoire d'Arditurri. En tout, Arditurri comptent quelque 15 kilomètres de galeries ouvertes à différentes époques ainsi que plusieurs mines à ciel ouvert.

## Histoire
Les premiers signes indiquent un début d'exploitation minière d'Arditurri à l'Âge du fer, bien que les restes les plus évidents situent les débuts principaux de l'activité à l'époque de la Rome antique, au Ier siècle après J-C,.

### Période romaine
L'exploitation du gisement par les Romains commence lors du Haut-Empire romain. Les Romains extrayaient de la galène argentifère, grâce à laquelle ils obtenaient plomb et argent, qu'ils acheminaient ensuite aux quatre coins de l'Empire par voie maritime, depuis Oiasso, ou par la terre, à travers la voie romaine Bordeaux-Astorga. Les galeries, ouvertes à coups de pioche, étaient alors étroites et voûtées. À intervalles réguliers, les mineurs creusaient de petits trous pour y placer des lampes. Des sols lisses et avec des paliers combiné à plusieurs systèmes de drainage permettaient d'éviter les inondations.
Pour trouver les filons de minerai, on procédait alors en observant d'abord la végétation environnante puis en creusant des puits afin de sonder le sous-sol. Une fois le filon découvert, les mineurs ouvraient une ou plusieurs galeries horizontales par grillage, une technique aussi appelée dépilage par le feu et qui consiste à chauffer la roche à de très hautes températures pour qu'elle se fissure. Une fois extrait, le minerai était concassé pour ne garder que les particules les plus pures, décantées dans des bassins remplis d'eau. Ces particules étaient fondues une première fois, pour obtenir un mélange de plomb et d'argent, la galène. Celle-ci était fondu une seconde fois dans des fours à réverbère afin de séparer le plomb de l'argent.

### Moyen Âge
L'extraction du fer gagne en importance au Moyen Âge, pour nourrir les nombreuses forges des alentours. L'abondance en bois, eau et fer a été le principal moteur du dynamisme économique de la région.
En 1328, le roi Alphonse XI décrète le Statut des forges, qu'il attribue aux forgerons d'Irun-Uranzu et Oiartzun.

### XVIIIeetXIXesiècle
La fin du XVIIIe siècle voit un regain d'intérêt pour l'exploitation minière d'Arditurri. Juan Antonio Sein, habitant d'Oiartzun, cherche à rouvrir les mines. Son entreprise familiale fait alors appel à l'ingénieur allemand Juan Guillermo Thalacker, mandaté par Carlos IV. En 1804, ce dernier écrit dans un rapport que les mines d'Arditurri ont la même importance que celles de Carthagène, León ou Rio Tinto.
La mine est rouverte. En 1830, l'exploitation est menée par la Compagnie Royale Guipuscoane. Pour extraire plomb, argent et fer, les ouvriers réutilisent les galeries que les Romains avaient creusé il y a des centaines d'années. Ils profitent même des scories de l'époque, encore riches en argent. Cependant, les ouvriers détruisent les restes romains en élargissant les tunnels.

### Depuis leXXesiècle
Entre 1902 et 1904, c'est au tour de la Compagnie Chavarri - Frères de Sestao de reprendre l'exploitation de fer. Ils mettent en place un chemin de fer jusqu'au port de Pasaia pour y acheminer le minerai. Plus tard, la Compagnie Asturienne Royale des Mines reprend le flambeau grâce à une concession d'exploitation jusqu'à 1985. Elle s'installe dans un ancien couvent de Capucins, détruit lors de la Première Guerre carliste. À cette époque, on extrait principalement de la fluorine et de la sphalérite ainsi que du plomb et de l'argent.
Les années 1960 marquent le début des premières mines à ciel ouvert. La Réelle Compagnie Asturienne de Mines suspend ses opérations le 13 novembre 1984 et abandonne l'exploitation. Un an avant, le Centre d'études et de recherches historico-archéologiques avait commencé à réaliser une série d'études archéologiques sur site. En 1988, la mairie d'Oiartzun achète les terrains à Asturienne de Zinc, filiale de la Compagnie Asturienne Royale des Mines, et commence à étudier la récupération de la zone.
Entre 2001 et 2006, plusieurs études sont menées en vue d'une récupération environnement et de la mise en valeur du site. Le plan définitif de sauvegarde est approuvé en 2007. Les travaux commencent, notamment l'aménagement de 800 mètres de galerie pour le public. L'ancien complexe minier intègre alors le parc naturel d'Aiako Harria et ouvre au public en juin 2008.
En 2012, l'archéologue Mertxe Urteaga découvre l'ouverture de Santa Barbara (aussi appelée Arditurri 3), une mine qui n'avait pas été exploitée depuis l'époque romaine, la préservant des destructions. Après les fouilles archéologiques, elle est aménagée et  ouverte au public le 24 avril 2015.

## Visite

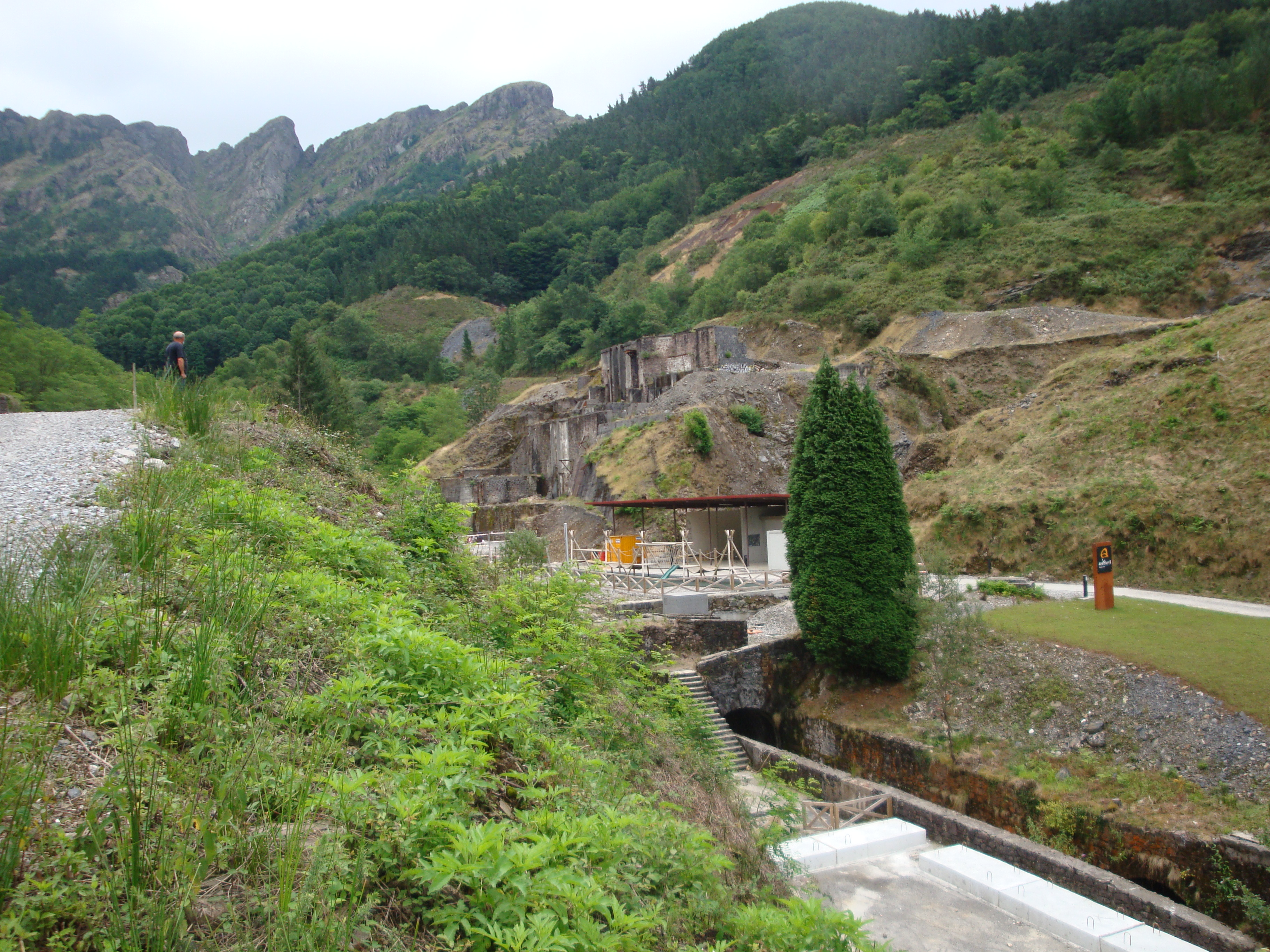
Les environs d'Arditurri.

## Chemin de fer minier
La question de la mise en place d'un chemin de fer pour acheminer le minerai d'Arditurri, situé à 832 mètres d'altitude, s'est vite posée. Il fallait transporter jusqu'au port de Pasaia, où un quai minier et une plateforme de chargement étaient déjà construites. Mais aussi aux différentes usines métallurgiques installées près du port. 
En 1898, la Compagnie Asturienne Royale des Mines loue les terrains de La Oportuna, Arditurri et Echolachuri, propriété de Salustinao Olazabal et autres, afin d'y poser une voie ferrée de 750 mm de large jusqu'aux fours. Deux ans après, la société Chavarri Frères de Bilbao acquiert les droits sur les concessions de Salustiano Olazabal et envisage la construction d'une autre voie ferrée afin de prolonger l'existante jusqu'au port. 
Le projet prévoyait une voie ferrée d'environ 16 kilomètres composé de deux tronçons différents. Le premier entre Arditurri et le quartier d'Altzibar. Le second unissait le quartier de Altzibar avec l'usine des Capucins et le port de Pasaia. L'autorisation d'exploitation ferroviaire est accordée le 25 août 1900. Le projet, menée par l'ingénieur Joaquín Arriandiaga, est proposé le 15 octobre 1901. La concession administrative est obtenue le 16 avril 1902. La construction est confiée à l'entrepreneur Antonio Navarro Arcellus ainsi qu'au maître d'œuvre Domingo Eceiza. Le premier tronçon, ponctué par cinq tunnels, est achevé le 19 mai 1902.
Le chemin de fer est opérationnel dès 1905. La liaison était alors opérée grâce à trois locomotives de 14, 35 et 70 chevaux respectivement. La voie était de type Vignole, large de 750 mm et avec des ponts entièrement métalliques. On compte huit tunnels et 14 ponts en tout.
Après avoir été gérée par divers exploitants puis vendues aux enchères, la voie ferrée est achetée par la Société minière d'Oiartzun. Son activité est suspendue pendant la Première Guerre mondiale. Après la guerre, la Compagnie Asturienne Royale des Mines s'intéresse à nouveau à l'exploitation minière et  envisage de bâtir une ligne aérienne pour le transport du minerai. La Compagnie modernise alors la liaison ferroviaire, qu'elle maintient en fonctionnement jusqu'en 1966. Le minerai étant désormais acheminé par la route, avec des camions, la ligne ferme.
Après de nombreuses années d'abandon, la ligne est aménagée en voie verte pour les vélos et piétons. Le parcours fait partie du catalogue de sentiers balisés locaux sous le titre de PR-GI 1009.